# Социал-демократическая рабочая партия на Подкарпатской Руси
Социал-демократическая рабочая партия на Подкарпатской Руси (укр. Соціал-демократична робітнича партія на Підкарпатській Русі, чеш. Sociálně demokratická strana dělnická na Podkarpatské Rusi) — социал-демократическая политическая партия в Подкарпатской Руси (Карпатской Украины) времён вхождения её в состав Чехословакии. Партия была основана в 1919 году как Подкарпаторусская независимая социал-демократическая партия (учредительный съезд прошёл 16 мая 1920 г.). 
На втором съезде в сентябре 1922 года приняла партийную программу, в которой признавалось включение Карпатской Руси в качестве автономной области в состав Чехословацкой республики. Партия пользовалась поддержкой Григория Жатковича, первого губернатора Подкарпатской Руси в 1920—1921 годах.
Основное различие между подкарпатскими социал-демократами и Чехословацкой социал-демократической рабочей партией (ЧСДРП) состояло в том, что последняя поддерживала правительство в Праге, в то время как первые состояли в оппозиции, требуя реальной автономии, которая объединила бы все русинские населенные пункты, не только Подкарпатской Руси, но и Пряшевщины на востоке Словакии. В конечном итоге, СДРПнПР влилась в состав ЧСДРП к 1930 году.

## Организация и руководство
В партии состояло около 3500 человек. Партийная организация была основана на индивидуальном членстве. Высшим органом партии был съезд. Партийцы создали несколько кооперативов и профсоюзов, особенно в лесной промышленности. Декларируя себя защитницей рабочего класса, СДРПнПР вместе с тем была соперницей марксистской Международной социалистической партии Подкарпатской Руси и её преемницы, Подкарпатской краевой организации Коммунистической партии Чехословакии.
Активисты партии были выходцами из интеллигенции, крестьянства, рабочего и среднего класса, как русинской / украинской, так и венгерской, еврейской и чешской национальностей. В плане этнонациональной политики СДРПнПР была украинофильской, считая славянское население края частью украинского народа.
Среди лидеров и видных деятелей партии были Яромир Нечас, Евгений Пуза, Дмитрий Нимчук, Янош Хорват, бывший президент Гуцульской Республики Степан Клочурак, ветеран галицких Русско-украинской радикальной и Украинской социал-демократической партий Яцько Остапчук (покинул партию в 1929 году).

## Выборы
Социал-демократическая партия была третьей по численности на Подкарпатской Руси (после Коммунистической партии Чехословакии и Республиканская партия земледельческого и мелкокрестьянского населения). В выборах в Национальное собрание Чехословакии партия участвовала по Ужгородскому избирательному округу (который располагал девятью местами в парламенте) в союзе с ЧСДРП.
Объединенный список стабильно получал одно из девяти подкарпатских депутатских мест на выборах 1924, 1925 и 1929 годов; набрав 23800 голосов (9,4 % от поданных в округе) в 1924 году, 18200 голосов (7,4 %) в 1925 году и 22900 голосов (8,6 %) в 1929 году. На выборах 1924 и 1925 годов место занял Яромир Нечас из Социал-демократической рабочей партии Подкарпатской Руси, в 1929 году его сменил Юлиан Гуснай от ЧСДРП.
Свой лучший результат местные социал-демократы показали уже в составе ЧСДРП в 1935 году — 29700 (9,2 %); депутатами от них в 1935—1938 годах были Юлиан Ревай и Хаим Кугель (член Еврейской сионистской партии). Сенатором от СДРПнПР был Йожеф Балла.

## Присоединение к ЧСДРП
Партия направила пять делегатов на Пражскую объединённую конференцию социал-демократических партий в Чехословацкой республике 28-29 января 1928 года. Партийный съезд Социал-демократической рабочей партии на Подкарпатской Руси, состоявшийся в Хусте 22 декабря 1929 года, принял решение о присоединении партии к ЧСДРП. Слияние вступило в силу в 1930 году, когда партия стала территориальной организацией ЧСДРП.

## Пресса
Партия издавала четыре еженедельных газеты: в Ужгороде выходили «Вперед» (появилась в 1920 году как русинскоязычный еженедельник «Народъ»; в 1921 году была переименована и в итоге издавалась под редакцией Клочурака на украинском языке дважды в неделю) и чешскоязычная «Hlas východu» (в 1928—1932 гг.), а в Берегово венгерскоязычные «Szabadság» и «Ruszinszkoi Népszava» (под редакцией Хорвата).

## Международная принадлежность
Партия была членом Социалистического рабочего интернационала с 1923 года.